# Tamolanica
Tamolanica es un género de las mantis, de la familia Mantidae, del orden Mantodea. Es originario de Australia.

## Especies
- Tamolanica andama
- Tamolanica atricoxis
- Tamolanica denticulata
- Tamolanica dilena
- Tamolanica katauana
- Tamolanica leopoldi
- Tamolanica pectoralis
- Tamolanica phryne
- Tamolanica splendida
- Tamolanica tamolana